# Aldjia Noureddine Benallègue
Aldjia Benallègue, née Noureddine le 28 mai 1919 à Médéa et morte le 31 décembre 2015 à Tartous en Syrie est une pédiatre algérienne. Elle est la première femme médecin en Algérie et première femme professeur de pédiatrie après l'indépendance.

## Biographie
Aldjia Noureddine Benallègue étudie à la faculté de médecine d'Alger où elle obtient son doctorat en 1946. 
Elle devient membre-fondateur de la Société algérienne de pédiatrie en 1947.
En 1929 elle fut inscrite à Alger en qualité d’interne au lycée de filles Delacroix (actuel lycée des frères Barberousse) où après 7 années, elle décroche le baccalauréat avec mention lui permettant de s’inscrire à la faculté de médecine d’Alger en 1936 et de bénéficier d’une bourse. Durant toute la durée de ses études, elle fut la seule fille d’origine indigène à la faculté de médecine puisque ce n’est qu’en 1944 que Nafissa Hamoud s’inscrivit. 
Durant la première année (PCB), sur une promotion de 135 étudiants dont 21 filles, 84 furent reçus dont 8 filles, 7 françaises et une algérienne: Aldjia Noureddine.
C’est durant l’année 1937-1938 qu’elle commença réellement sa médecine, partagée entre l’hôpital Mustapha le matin et les cours l’après-midi à la faculté.
La soutenance de doctorat d’état en médecine aura lieu le 6 janvier 1946 dont le sujet était ‘’Les syndromes graves de l’été chez le nourrisson à Alger’’.

En 1956, elle émigre en France, craignant d'être inquiétée en tant qu'intellectuelle algérienne. Elle passera le concours d’agrégation à Paris en 1962 où elle sera reçue avec 4 autres médecins algériens. Elle revient à Alger à l’hôpital Mustapha où elle est chef de service de pédiatrie de l’hôpital Mustapha et elle entamera une carrière hospitalo-universitaire qui va durer 27 ans. En janvier 1964, elle prendra la chefferie de service de pédiatrie de l’hôpital Nafissa HAMOUD ex Parnet en où elle restera jusqu’à son départ en retraite en février 1989 avec une interruption d'une année sabbatique entre 1977 et 1978 pendant laquelle elle va étudier en France la génétique, qui la passionne. Dans cet hôpital vétuste, elle aménagera un service de pédiatrie exemplaire qui sera le creuset de l’école de pédiatrie algérienne d’où sortiront les professeurs J.P. Grangaud, M.S. Mazouni, S. Benabdallah, A. Lebied, K. Hireche, Z. Arrada et bien d’autres et où elle organise  « les réunions mensuelles de pédiatrie », qui forment les bases de  la Société de Pédiatrie d’Alger qu’elle crée en 1968 et qu'elle préside pendant quatre ans. A ce titre, elle lance l'initiative des Journées Médico-Chirurgicales Maghrébines qui deviendront quelques années plus tard le Congrès médical maghrébin de pédiatrie.
Le 20 avril 1982, elle est élue membre correspondant de la prestigieuse l'Académie nationale de médecine française, devenant ainsi la 1ère femme du Maghreb et de toute l’Afrique à avoir cet honneur. 
En février 1989, à l’âge de 70 ans, elle prend sa retraite, passant le flambeau à son élève le Pr. Lebied. Elle disait : « Je me suis fait un devoir de faire correctement ce qui relevait de mon travail. En gardant mon indépendance d’esprit, il fallut souvent associer courage et persévérance ». La communauté médicale, la communauté scientifique algérienne, et l’Algérie tout entière peut être fière d’avoir eu cette grande dame qui personnifie l’intégrité scientifique.

## Œuvres et publications
- Le congrès médical maghrébin : histoire, souvenirs, sens, RMP.
- Le devoir d'espérance, Alger, Casbah Éditions, 2007, 310 p. (ISBN 9789961647042)

En collaboration
- avec Messerschmitt, J., Suaudeau, C., Venezia, R., Fabre, S., Bon, J. et al., « Défaut en G6PD et anémies hémolytiques en Algérie », in Nouvelle revue française d'hématologie, 1967, 7, p. 827-840.
- avec  Benhassine, M., Hadji, A., Grangaud, J. P., & Mazouni, M., « Méningite à Listeria monocytogenes », in Algérie médicale, 1968, 5, p. 29-32.
- avec Irunberry, J., Illoul, G., Timsit, G., Abbadi, M., Benabdallah  et al., « Trois cas de maladie des chaines alpha observés en Algérie », in Nouvelle revue française d'hématologie, 1970, vol. 10, p. 609-616.
- avec Benabdallah, S., Tabbakh, E., & Fenet, M., « Syndrome de Toni-Debré-Fanconi associé a une glyconose : à propos d'un cas », in Archives françaises de pédiatrie, 1971, 28, p. 566.
- avec Benabdallah, S., & Kanafani, F., « Glycogénose et tubulopathie complexe : à propos de 2 cas familiaux », in Archives françaises de pédiatrie, 1975, 32, p. 202.
- avec E. Tabbakhe, « La leishmaniose viscérale en Algérie », in Médecine tropicale, 1978, 38, p. 425-433.
- avec Lebied A., Tabbakh  E., et al., « Maladie de Crohn chez l'enfant algérien : à propos d'une observation princeps chez une fillette de 13 ans », in Revue tunisienne de pédiatrie, 1982, vol. 5, no 2-3, p. 63-68.
- avec F. Kedji, « Consanguinité et santé publique : étude algérienne », in Archives françaises de pédiatrie, 1984, 41, p. 435-440.

## Sources
- Hamid Tahri, « Aldjia Noureddine Benallegue: première femme médecin algérienne », in El Watan, 3 janvier 2008, Texte intégral.
- Hamid Tahri, « Une grande dame digne », in El Watan, 3 janvier 2016, Texte intégral.
- Saliha Ouar, « Professeur Aldjia Benallegue » Article intégral en ligne.
- « Aldjia Nouredine Benallègue et  Zohra Ben Toucha : pionnières dans le domaine de la médecine », in Horizons du 7 août 2010.
- (en) Larbi Abid, Camelia Abid, « Medical Practice in Algeria from the Ottoman era to the Present », in Pan Arab Journal of Oncology, 38, vol 3; issue 3, October 10, p. 38-43, Texte intégral.
- « Docteure Aldjia Benallegue-Nourredine, « La pionnière des femmes médecins d'Afrique a tiré sa révérence », in Al Hufftington Post, [édition Maghreb-Algérie], Texte intégral en ligne